# Olivier IV. von Rougé

Familienwappen Oliviers IV.

Erweitertes Wappen Oliviers als Herr von Bougé und Derval

Olivier IV. von Rougé (* vor 1233; † April 1304) war ein bretonischer Ritter. Er war Herr von Rougé, Derval, La Chapelle-Glain, Le Bouays und Le Theil.
Er war der Sohn Bonabes’ II. von Rougé und der Alix von Châteaubriant. Er stammt somit aus dem alten bretonischen Adelsgeschlecht von Rougé, das bis heute existiert.
Er nahm 1248 unter König Ludwig IX., dem Heiligen, am Sechsten Kreuzzug nach Ägypten teil.
Durch seine Heirat mit Agnès von Derval wurde Olivier 1275 Herr von Derval und erbte Wappen und Titel des Hauses Derval.
Im Jahre 1285 war er einer der zwölf bretonischen Ritter, die König Philipp III. von Frankreich auf seinen Aragonesischen Kreuzzug gegen Peter III. von Aragonien begleiteten.